# Élections législatives françaises de 2017
Les élections législatives françaises de 2017 ont lieu les 11 et 18 juin 2017 afin d'élire les 577 députés de la XVe législature de la Cinquième République française. 
Ces élections font directement suite à l'élection présidentielle d'avril 2017 ayant vu l'élection d'Emmanuel Macron à la présidence de la République. Son parti, La République en marche, obtient à lui seul la majorité absolue avec 308 sièges, dans un scrutin marqué au second tour par un taux d'abstention de 57,4 %, un record pour des élections législatives en France. Le MoDem, allié du président, obtient une quarantaine de sièges, poussant la majorité présidentielle à 351 élus.
Côté opposition, Les Républicains menés par François Baroin obtiennent 112 députés et conservent un score proche de celui de François Fillon au premier tour de l'élection présidentielle. À gauche, le Parti socialiste, qui représente la majorité sortante et dont une part importante de députés sortants ont rejoint La République en marche, est largement défait et obtient le pire résultat de son histoire parlementaire en ne remportant que 30 sièges mais parvient à améliorer le score présidentiel de Benoît Hamon. À l'inverse, La France insoumise perd une part importante de son électorat du premier tour de l'élection présidentielle et obtient 17 sièges, dont Jean-Luc Mélenchon qui est élu pour la première fois député.
Le Parti communiste français parvient à sauver son groupe parlementaire grâce aux députés d'outre-mer alors que le Front national remporte 8 sièges, dont Marine Le Pen qui rentre également pour la première fois à l'Assemblée nationale.
L'Assemblée nationale est fortement renouvelée. Parmi les députés sortants, plus de 220 ne se représentent pas, conséquence notamment de l'application de la loi sur le non cumul des mandats qui concerne une majorité des parlementaires. En outre, à l'issue du scrutin, 206 députés sortant sont battus, et 415 élus sont des primo-députés. L'Assemblée nationale élue compte 224 femmes, soit 38,8 % des sièges, contre 155 dans la précédente législature.
La XVe législature compte sept groupes parlementaires et finit par en compter dix après la création de trois nouveaux groupes au cours de la législature, un nombre alors record sous la Ve République. Sept scrutins sont annulés par le Conseil constitutionnel, ce qui débouche sur l'organisation d'élections législatives partielles en 2018.

## Scrutin

### Mode de scrutin
Les 577 députés qui composent l'Assemblée nationale sont élus selon le scrutin uninominal majoritaire à deux tours dans chaque circonscription. Les candidatures doivent être déposées avant le 19 mai.
Pour être élu dès le premier tour, un candidat doit réunir la majorité absolue des suffrages exprimés et un nombre de voix au moins égal au quart des électeurs inscrits. Si aucun des candidats ne satisfait ces conditions, un second tour est organisé. Seuls peuvent se maintenir les candidats ayant réuni 12,5 % des électeurs inscrits. Si aucun ou un seul candidat y parvient, les deux candidats en tête du 1er tour peuvent se maintenir. Au second tour, est élu le candidat arrivé en tête.

### Dates

Logo de l'élection.

L'élection a lieu les dimanches 11 et 18 juin 2017 (les 3 juin et 17 juin 2017 en Polynésie française et pour les Français résidant sur le continent américain, les 10 juin et 17 juin 2017 en outre-mer hors Polynésie, les 4 et 18 juin pour les autres Français de l'étranger),
D'une durée de 20 jours, la campagne officielle finit à minuit, le vendredi précédant les élections.

## Résultats précédents
Le Parti socialiste et son allié le Parti radical de gauche (PRG) ont une courte majorité à l'Assemblée nationale sortante, issue des élections législatives de 2012, avec 39,9 % obtenus au 1er tour. Ce total inclut les 1,65 % du PRG et les 5,46 % d'Europe Écologie Les Verts, qui a obtenu 17 députés et a donc pu constituer un groupe parlementaire.
Derrière les 39,9 % de la nouvelle majorité, qui a gagné l’élection présidentielle de 2012, les 34,7 % de la droite parlementaire menée par Jean-François Copé, les 13,6 % du Front national de Marine Le Pen et les 6,9 % du Front de gauche de Jean-Luc Mélenchon. Le MoDem n'a obtenu que deux députés, avec 1,77 % des voix.
En 2012, comme lors des deux autres scrutins législatifs d'après l'inversion du calendrier électoral de 2002, le camp du président avait gagné les législatives,,. Dans les trois cas, la participation aux législatives de 2002 avait baissé entre la présidentielle et les législatives : 64,4 % (-7,2 points après les 71,6 % de la présidentielle), puis de 60,4 % en 2007 (présidentielle : 83,8 %, -23,4 points), et 57,2 % en 2012 (présidentielle : 79,5  %, -22,3 points).
Depuis les débuts de la Ve République, quand les élections législatives se sont déroulées dans la foulée de son investiture, le président élu a toujours disposé à l'Assemblée nationale d'une majorité absolue ou relative,.

### Présidentielle
| Nathalie Arthaud      | Philippe Poutou             | Jean-Luc Mélenchon        | Benoît Hamon       | Emmanuel Macron         | Jean Lassalle       |
| --------------------- | --------------------------- | ------------------------- | ------------------ | ----------------------- | ------------------- |
| Nathalie Arthaud (LO) | Philippe Poutou (NPA)       | Jean-Luc Mélenchon (LFI)  | Benoît Hamon (PS)  | Emmanuel Macron (EM)    | Jean Lassalle (RES) |
|                       |                             |                           |                    |                         |                     |
| 0,64 %                | 1,09 %                      | 19,58 %                   | 6,36 %             | 24,01 %                 | 1,21 %              |
| François Fillon       | Nicolas Dupont-Aignan       | François Asselineau       | Marine Le Pen      | Jacques Cheminade       |                     |
| François Fillon (LR)  | Nicolas Dupont-Aignan (DLF) | François Asselineau (UPR) | Marine Le Pen (FN) | Jacques Cheminade (S&P) |                     |
|                       |                             |                           |                    |                         |                     |
| 20,01 %               | 4,70 %                      | 0,92 %                    | 21,30 %            | 0,18 %                  |                     |

Selon Le Figaro, parmi les 230 circonscriptions où Emmanuel Macron est arrivé en tête, 165 sont détenues par les socialistes ou leurs alliés et 67 sont détenues par la droite et le centre, dans les 216 où Marine Le Pen est première, 92 sont LR et 15 UDI, 95 sont PS/PRG, 6 PC et 1 EELV, elle a dépassé les 30 % des voix dans 95 circonscriptions, Jean-Luc Mélenchon est arrivé en tête dans 67 dont 53 PS, avec plus de 35 % dans 12 dont 7 en Seine-Saint-Denis, François Fillon l'est dans 52 dont 6 à gauche.
Selon Le Monde, sur 566 circonscriptions (hors les 11 circonscriptions des Français de l’étranger), Emmanuel Macron est arrivé en tête dans 230, avec plus de 30 % des suffrages exprimés dans 52 circonscriptions et entre 25 % et 30 % dans 117, Marine Le Pen arrive en tête dans 216 circonscriptions, avec plus de 30 % dans 83 circonscriptions et entre 25 % et 30 % dans 105, Jean-Luc Mélenchon dans 67 avec entre 25 % et 30 % dans 26 circonscriptions et au-dessus de 30 % dans 29 et François Fillon dans 52 avec entre 25 % et 30 % dans 22 circonscriptions et plus de 30 % dans 22.
Selon l'AFP, selon les résultats définitifs Emmanuel Macron est arrivé en tête dans 240 des 577 circonscriptions, contre 216 pour Marine Le Pen, 67 pour Jean-Luc Mélenchon et 54 pour François Fillon. Marine Le Pen dépasse les 30 % des suffrages exprimés dans 85 circonscriptions, Emmanuel Macron dans 68, François Fillon dans 33 et Jean-Luc Mélenchon dans 30. Avec un taux de participation similaire à celui de 2012 (55 %), En marche accède au second tour dans 427 circonscriptions, le FN dans 295, la France insoumise dans 237 et Les Républicains dans 227 pour 545 duels et 32 triangulaires.
| Candidat                  | Premier | 25 - 30 % | > 30 % | sortant de gauche        | sortant de droite | arrive au 2d tour, |
| ------------------------- | ------- | --------- | ------ | ------------------------ | ----------------- | ------------------ |
| Macron                    | 240     | 117       | 68     | 165                      | 67                | 427                |
| Le Pen                    | 216     | 105       | 85     | 95 PS/PRG, 6 PC + 1 EELV | 92 LR + 15 UDI    | 295                |
| Mélenchon                 | 67      | 26        | 30     | 53                       | -                 | 237                |
| Fillon                    | 54      | 22        | 33     | 6                        | 46                | 227                |
| Circonscriptions étudiées | 577     | 566       | 577    | 565                      | 565               | 577                |

Candidats arrivés en tête dans chaque circonscription législative au 1er tour de l'élection présidentielle
Emmanuel Macron
Marine Le Pen
François Fillon
Jean-Luc Mélenchon

Au second tour de la présidentielle, Marine Le Pen a obtenu entre 45 % et 50 % des voix dans 66 circonscriptions et est arrivée en tête dans 45 autres.

## Députés ne se représentant pas
La loi sur le cumul des mandats en France interdisant d'être maire et député oblige 93 des 194 députés Les Républicains et 51 des 280 socialistes dans le même cas à faire un choix entre les deux fonctions. 211 députés sortants ne se représentent pas, en raison notamment de la loi sur le non-cumul des mandats, mais aussi des bouleversements politiques.
Depuis les municipales de 2014, la droite détient 572 communes de plus de 10 000 habitants, la gauche 349 et le Front national onze, la gauche ayant perdu 121 communes de plus de 15 000 habitants.
Parmi les députés qui renoncent, trois anciens premiers ministres, Bernard Cazeneuve, Jean-Marc Ayrault et François Fillon, le président de l'Assemblée nationale Claude Bartolone, ainsi que cinq trentenaires, plus jeunes que le nouveau président Emmanuel Macron : Marion Maréchal (FN, Vaucluse), Laurent Marcangeli (LR, Corse-du-Sud), Laurent Grandguillaume (PS, Côte-d'Or), Sébastien Pietrasanta (PS, Hauts-de-Seine) et Nicolas Bays (PS, Pas-de-Calais).
Le fort renouvellement constaté avec ces élections est régulièrement désigné par le terme de « dégagisme », popularisé par Jean-Luc Mélenchon et ses partisans,.

## Forces en présence

### La République en marche et MoDem
Ces deux partis ont noué une alliance.

#### La République en marche
Le 19 janvier 2017, le parti En marche d'Emmanuel Macron lance un appel aux candidatures pour les législatives, la commission d'investiture présidée par Jean-Paul Delevoye sélectionnant les candidats pour les 577 circonscriptions sur des critères de probité (casier judiciaire vierge, parité), renouvellement (au moins la moitié de candidats pour la première fois et en grande partie issus de la société civile), pluralisme et cohérence. Les élus sortants sont notés sur leur popularité, leur implantation ou leur couverture médiatique, les cas délicats sont tranchés directement par Emmanuel Macron.
Après sa victoire à l'élection présidentielle, Emmanuel Macron démissionne de la présidence d'En marche et laisse la place par intérim à Catherine Barbaroux ; le mouvement, rebaptisé La République en marche, annonce vouloir présenter des candidats qui pourront garder la carte de leur ancien parti s'ils le souhaitent, avec l'objectif d'obtenir une majorité absolue mais étant investis avec la seule étiquette La République en marche en s’engageant à faire partie du même groupe parlementaire, sauf le MoDem autorisé à créer son propre groupe.
Le 11 mai sont présentés 428 candidats sélectionnés parmi 19 000 prétendants : 214 hommes et 214 femmes, dont 52 % n'ayant jamais eu de mandat ; 93 % en activité, 2 % à la recherche d'un emploi, 4 % de retraités et 1 % étudiants ; 95 % de non sortants, pour un âge moyen de 46 ans, entre 24 et 72 ans. Il y a 24 députés sortants de gauche et des membres du MoDem, mais aucun député LR. Dans les circonscriptions non pourvues, le mouvement sollicite de nouveaux ralliements avant le 19 mai, Richard Ferrand explique : « Nous souhaitons laisser un espace pour ceux qui souhaiteraient se manifester ».
À la clôture des inscriptions, 51 circonscriptions n'ont pas de candidat La République en marche, afin de ne pas concurrencer certains candidats considérés comme « Macron-compatibles » : ex-ministres de Hollande, juppéistes et lemairistes. Jean-Paul Delevoye déclare au Monde qu'une vingtaine de circonscriptions d'outre-mer sont « gelées » en raison de particularités locales de financement des partis », et confirme qu'il s'agit pour les autres de « gestes politiques en faveur d’hommes ou de femmes qui traduisent la volonté de construire une offre politique nouvelle, en tenant compte de la sincérité de leur soutien ». Parmi les circonscriptions « gelées », celle ou se présente Manuel Valls n'a pas d'opposant La République en marche.
En intégrant les 29 qui se sont déjà présentés, 14 ayant des expériences militantes (à la tête de formations politiques locales), 6 assistants parlementaires et trois conseillers ministériels, les « initiés » de la politique représentent 60 % des candidats, contre 40 % venant de la « société civile ». Sur les 526 candidats, il y a 242 non affiliés, 98 sont issus du PS, 63 du MoDem, 24 divers gauche, 20 de l'UDI, 19 divers droite, 10 centristes, 10 du Parti radical de gauche, 9 d'EELV et 5 des Républicains. On y trouve 75 fonctionnaires, 47 cadres et 38 chefs d'entreprises.

#### MoDem
À la suite du ralliement de François Bayrou à la candidature d'Emmanuel Macron, le MoDem dont il est le président aurait conclu un accord sur 90 circonscriptions dont 50 gagnables. Il n'y aura pas d'autres accord d'appareils. En février, plus d’une centaine de circonscriptions avaient été réclamées, dont au moins une trentaine gagnables, pour obtenir au moins 15 députés, afin de constituer un groupe à l’Assemblée ; pour assurer son financement, le MoDem doit présenter 50 candidats sous sa propre étiquette, qui devront recueillir au moins 1 % dans chacune de leurs circonscriptions.
La publication des 428 candidats LREM contrarie François Bayrou, qui espérait davantage de candidatures MoDem, et convoque le bureau politique de son mouvement le lendemain en souhaitant plus d'investitures communes. Seuls 35 MoDem avaient été initialement sélectionnés, au lieu des 120 promis. Les équipes des deux mouvements ont trouvé un accord avec En Marche le 12 mai, que François Bayrou appelle « solide et équilibré », afin de répondre « à deux questions essentielles : est-ce qu’il s’agit d’un parti unique ou d’une majorité plurielle ? Quel est le point d’équilibre de la majorité ? Nous souhaitons qu’il soit au centre, central et pas déséquilibré d’un côté ou de l’autre ».

### Les Républicains et UDI: Majorité pour la France,union de la droite et du centre
|  |

L'alliance Les Républicains-UDI a réuni 20,01 % au 1er tour de la présidentielle de 2017 après un score de 31,7 % au 1er tour des régionales de 2015. La première liste établie au milieu de l'année 2016 est soumise à la commission nationale d'investiture, reprise en main par les proches fidèles de François Fillon. L'hebdomadaire Le Point a enquêté sur les investiture LR dans les 313 circonscriptions gagnées par des députés de gauche en 2012, parmi lesquelles vont concourir 62 investis LR proches de Nicolas Sarkozy, 40 proches de Alain Juppé et 32 proches de François Fillon. L'alliance électorale conclue entre l'UDI et LR pour les législatives réserve au parti centriste 96 circonscriptions, dans lesquelles environ un tiers des candidats seront des femmes.
Le 2 mai 2017, François Baroin est désigné chef de file du comité de campagne de la droite et du centre pour les législatives par le bureau politique des Républicains, réuni en fin d'après-midi à son siège parisien. Les projections en nombre de sièges pour son parti sont « À 150, c'est bien. De 100 à 150 c'est pas mal. En dessous de 100 c'est un échec ».
François Baroin lance la campagne LR en Île-de-France lors d'un grand meeting au parc floral du bois de Vincennes, le samedi 20 mai à la Porte de Vincennes, et affirme sa détermination à « offrir une alternance » à la France. Il vante les avantages d'une cohabitation, situation qui s'est déjà produite trois fois sous la Cinquième République : le gouvernement de Jacques Chirac entre 1986 et 1988, puis le gouvernement d’Édouard Balladur entre 1993 et 1995 sous la présidence de François Mitterrand, et enfin le gouvernement de Lionel Jospin entre 1997 et 2002, sous la présidence de Jacques Chirac. Une situation à laquelle Emmanuel Macron se prépare, en nommant Édouard Philippe Premier ministre, car le positionnement idéologique de ce dernier est bien différent du sien[réf. souhaitée].
Devant un peu moins de 2 000 personnes, il dépeint les élections législatives comme « la mère des batailles » et souhaite qu'Emmanuel Macron ait « une majorité sans ambiguïté, sans faux-semblant. une vraie majorité et non une majorité de circonstances, de rencontres et d’ambitions personnelles ».

### Front national
|  |

Le Front national a réuni 21,5 % au 1er tour de la présidentielle de 2017 après un score de 27,8 % au 1er tour des régionales de 2015. Le parti de Marine Le Pen a terminé en décembre 2016 ses pré-investitures pour juin 2017. La moyenne d'âge est de 47 ans et la parité quasiment respectée, avec 247 femmes pour 259 hommes. 80 % des candidats aux législatives ont déjà un mandat local, notamment dans un conseil municipal, départemental ou régional. À titre de comparaison, ils étaient à peine 10 % dans ce cas en 2012. Marion Maréchal, députée sortante de la troisième circonscription de Vaucluse, confirme le 9 mai ne pas se représenter.
Le FN présente une liste de 553 candidatures le 15 mai, 24 circonscriptions restant à pourvoir avant le 19. Le parti présente 86 % de nouveaux candidats aux législatives par rapport à 2012, selon la liste dont le quotidien Le Figaro a eu connaissance. Plusieurs des maires FN élus en 2014 ont décidé de ne pas se représenter aux législatives, pour conserver leur mandat local, comme celui de Beaucaire Julien Sanchez, celui de Villers-Cotterêts Franck Briffaut, et le sénateur-maire de Fréjus David Rachline, remplacés dans leur circonscription. D'autre part, l'alliance entre le FN et le SIEL (Souveraineté, indépendance et libertés), petit parti fondé par le souverainiste Paul-Marie Coûteaux, dont trente-quatre candidats aux législatives de 2012 étaient issus, a été rompue en 2016. Depuis les élections municipales françaises de 2014, le Front national détient onze villes de plus de 10 000 habitants.
Marine Le Pen se présente dans l'une des 8 circonscriptions du Pas-de-Calais sur 12, pour la plupart détenues par des socialistes, dans lesquelles la présidente du FN avait obtenu le 7 mai plus de la moitié des voix face à M. Macron, ce qui était également le cas dans 7 des 13 circonscriptions du Nord. Comme en 2012, elle choisit la 11e circonscription du Pas-de-Calais, à Hénin-Beaumont et Carvin, où elle avait réalisé son meilleur score de France le 7 mai: 60,52 %,. Elle en fait l'annonce le 18 mai, 11 jours après le second tour de la présidentielle, et assure ne pas avoir « particulièrement hésité ».
Après l'annonce de sa candidature, l'alliance des partis d'extrême droite à laquelle participent notamment les Comités Jeanne de Jean-Marie Le Pen décide de retirer son candidat dans cette circonscription, à la demande de ce dernier. Marine Le Pen a demandé aux Français « d'aller aux urnes » pour « s’offrir une assurance contre la politique menée par Emmanuel Macron ». Dénonçant les ordonnances prévues pour la réforme du code du travail, elle a déclaré que « des ordonnances pour faire passer des textes dont on sait que le peuple y est opposé, cela s'appelle un coup de force » et jugé que la réforme du code du travail « n’est pas la priorité », car « ce que demandent les petits patrons, c’est d’avoir des contrats, d’être libéré de la concurrence internationale déloyale », alors que « les grands patrons » qui pensent qu’en « licenciant plus facilement on va créer de l’emploi, ils se trompent ».
Florian Philippot affirme le 19 mai sur BFM-TV qu'il quittera « bien sûr » le Front national si son parti, dont il est vice-président, recule sur la sortie de l'euro. Cette déclaration est qualifiée par le numéro trois du parti, Nicolas Bay, de « chantage », mais Marine Le Pen avertit qu’il ne s’agit pas d’un chantage et que son vice-président ira, selon elle, au bout de ses convictions.

### La France insoumise

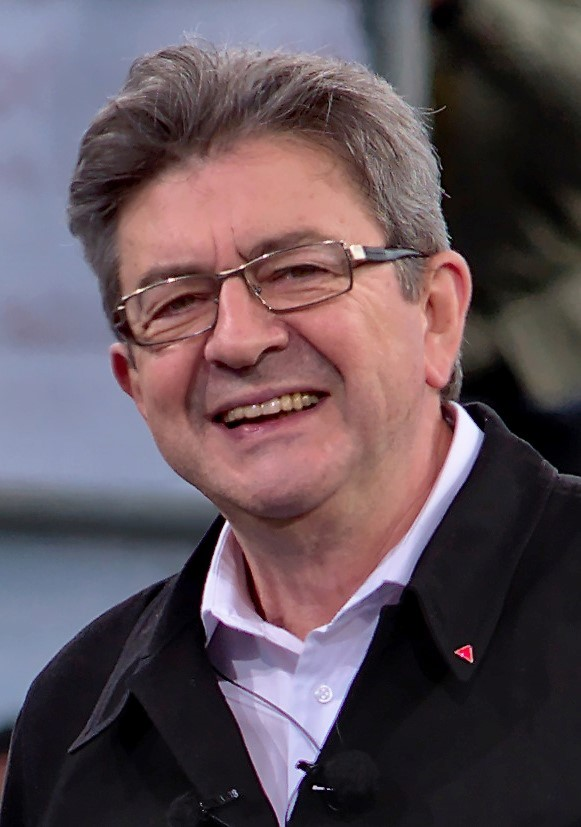
Jean-Luc Mélenchon, dirigeant de LFI.

La France insoumise (LFI) est un mouvement citoyen ouvert aux adhérents et tous les partis politiques, ou non-adhérents, lancé le 10 février 2016 en vue de permettre l'application du programme L'Avenir en commun via l'élection de Jean-Luc Mélenchon à l'élection présidentielle de 2017 ou via une cohabitation portée par une majorité de députés aux élections législatives de 2017. Le 14 janvier 2017, LFI envisage de présenter des candidats partout, y compris face aux sept députés PCF sortants puis présente un mois après 410 candidats, d'une moyenne d'âge de 41 ans, dont la moitié de femmes et 60 % n'ayant jamais adhéré à un parti politique.
Le directeur de la campagne est Manuel Bompard, 30 ans, salarié d'une start-up de l'aéronautique et candidat dans la 9e de la Haute-Garonne, face à Christophe Borgel, numéro 2 du PS et responsable de l'organisation de la primaire citoyenne en janvier.
Certains candidats sont sans-étiquette, comme le journaliste et cinéaste François Ruffin. Certains viennent du Parti socialiste, comme les économistes Liêm Hoang-Ngoc (ex-député européen) et Jacques Généreux (chroniqueur au mensuel Alternatives économiques), d'autres du PCF, comme Marie-George Buffet, ex-ministre des sports du gouvernement de Lionel Jospin, ou d'Europe Écologie Les Verts, comme Sergio Coronado, ex-directeur adjoint de Noël Mamère, ou encore de formations moins connues (Ensemble ! pour Clémentine Autain et Danièle Obono).
La France insoumise présente des ouvriers en position éligible, dont deux dans le Nord, où sont situées les 7 circonscriptions sur 13 qui ont donné plus de 50 % à Marine Le Pen au 2e tour de la présidentielle. Parmi eux, dans la 9e, Jean-Louis Van-de-Wiele, ex-militant de la CFDT et de la Jeunesse ouvrière chrétienne, à Tourcoing, où Mélenchon est arrivé en tête à la présidentielle (28 %) et Aurélien Motte, 32 ans, leader CGT de la contestation des licenciements chez Sambre et Meuse, dans la troisième circonscription du Nord, considéré comme « le territoire le plus pauvre de France », où le socialiste Rémi Pauvros a perdu la mairie de Maubeuge en 2014.
Le mouvement a élaboré une « charte des candidats », reprenant la charte de déontologie de l'association anti-corruption Anticor, exigeante sur la transparence financière et les conflits d'intérêts, qui réclame aussi une discipline de vote au sein du futur groupe parlementaire. Les candidats défendent le programme L'Avenir en commun, également défendu par Jean-Luc Mélenchon lors de l'élection présidentielle.
Jean-Luc Mélenchon se présente dans la 4e circonscription des Bouches-du-Rhône où il a obtenu 39 % au 1er tour de la présidentielle face au député PS sortant Patrick Mennucci, chef de file socialiste aux municipales de 2014 (20,77 % des voix sur toute la ville), au cours desquelles il avait perdu sa mairie de secteur, tandis que dans la circonscription voisine, Sarah Soilihi, 23 ans championne du monde de kick-boxing, affrontera Stéphane Ravier (FN), maire du 7e secteur de la ville.

### Parti socialiste et Parti radical de gauche
|  |

Lors de la convention nationale d’investiture le 17 décembre 2016, le Parti socialiste a investi 395 candidats à qui le secrétaire national chargé des élections Christophe Borgel rappelle qu' « être candidat socialiste aux législatives, c’est soutenir le candidat socialiste à l'élection présidentielle », qui n'a alors pas été encore désigné et ne le sera qu'un mois et demi plus tard.
Parmi ces candidats investis, plusieurs soutiennent déjà le candidat d’En marche : Alain Calmette (1re circonscription du Cantal), Olivier Véran (Isère, 1re), Jean-Louis Touraine (Rhône, 3e), Richard Ferrand (Finistère, 6e), Jean-Jacques Bridey (Val-de-Marne, 7e), Stéphane Travert (Manche, 3e), Christophe Castaner (Alpes-de-Haute-Provence, 2e), ou Françoise Dubois (Sarthe, 1re).
Après la défaite de Benoît Hamon avec 6,36  % des voix au premier tour de la présidentielle, le premier secrétaire du parti Jean-Christophe Cambadélis dirige la campagne. Le bureau national approuve le 9 mai une plate-forme programmatique de trois pages qui abandonne certaines propositions de Benoît Hamon comme la sortie du diesel ou du nucléaire et fixe des limites par rapport au programme d'Emmanuel Macron ; avec 60 % des candidats se présentant pour la première fois, le PS sera présent dans plus de 400 circonscriptions, les autres étant réservées à leurs partenaires : EELV, l'UDE et le PRG. Jean-Christophe Cambadélis affirme dans un premier temps que tout socialiste affilié à En Marche affronterait un candidat PS, ce qui ne sera pas le cas dans plusieurs circonscriptions, comme celle de Manuel Valls. Le premier secrétaire du PS souhaite des discussions avec LFI et LREM, pour trouver des accords dans les circonscriptions où Marine Le Pen a obtenu plus de 60 % des voix au second tour de la présidentielle, ce qui n'est le cas que d'une circonscription, où le second tour des législatives pourrait voir s’affronter la droite et le Front national.
Jean-Christophe Cambadélis dit envisager un changement de nom et de siège du Parti socialiste, et indique que la formule « majorité présidentielle » n'est pas le choix du PS, alors qu'une « petite quinzaine de candidats » PS selon lui s'affichent avec la formule « majorité présidentielle », parmi lesquels les ex-ministres Myriam El Khomri et Marisol Touraine. Dans la 3e circonscription d'Indre-et-Loire, la fédération PS d'Indre-et-Loire a lancé une procédure d'exclusion contre cette dernière.
Olivier Faure, le président du groupe socialiste à l'Assemblée nationale déclare que « Benoît Hamon a ouvert des pistes importantes dans cette campagne sur les transitions nécessaires sur les plans écologique, démocratique, social ». Le groupe socialiste du Sénat s'est lui donné rendez-vous après les législatives pour déterminer sa position à l'égard de la majorité présidentielle ; « Après les législatives, il faudra prendre des décisions sur notre positionnement », a indiqué à l'AFP le président du groupe Didier Guillaume à l'issue d'une réunion du groupe. Au cours de la campagne, Benoît Hamon fait campagne pour des candidats PS, mais aussi PCF ou EELV opposés à des membres du PS ralliés à En Marche ou l'un de ses parrains à la présidentielle, Gérard Bapt.
Le soir du second tour, après l'échec du Parti socialiste, Jean-Christophe Cambadélis démissionne de son poste de Premier secrétaire du Parti socialiste.

### Europe Écologie Les Verts
Europe Écologie Les Verts (EELV) présente 459 candidats aux élections législatives, dont une soixantaine bénéficiant du soutien au 1er tour du PS ou du PCF, pour une présence équivalente à 2012.
Le 17 février 2017, EELV annonce que 90 % de ses 17 000 militants consultés sur le rapprochement de leur candidat Yannick Jadot avec le vainqueur de la primaire du PS, Benoît Hamon, et le candidat de La France insoumise, Jean-Luc Mélenchon, ont donné leur accord, sur « un mandat de base aux discussions » mettant l'accent sur « la transition énergétique »,.
En contrepartie du soutien du candidat écologiste Yannick Jadot à Benoît Hamon pour la présidentielle, le conseil fédéral d’EELV approuve le 19 avril un accord avec le PS selon lequel le parti ne présente pas de candidat dans 53 circonscriptions, tandis que le PS lui réserve 42 circonscriptions, parmi lesquelles celle des dix députés EELV sortants. L'accord est critiqué car beaucoup de ces 42 circonscriptions sont aussi celles de députés PS ralliés à Emmanuel Macron et qui se présentent donc quand même.
Après le premier tour de l'élection présidentielle, le secrétaire national David Cormand propose à Jean-Luc Mélenchon une alliance, sans aboutir. Finalement, La France insoumise soutient les sortants Sergio Coronado et Isabelle Attard, et soutient plusieurs candidats issus d'EELV sans accord avec le parti,.
Le parti se présente en opposition au gouvernement d’Édouard Philippe critiqué pour avoir « été cadre dirigeant chez Areva » et s'être opposé à « la loi de transition énergétique ». À contrario, le député sortant Éric Alauzet qui se présente « sans étiquette » affirme son soutien à Emmanuel Macron, et ne se voit pas opposer de candidat La République en marche,.
Le parti présente, dans la deuxième circonscription du Nord, la première femme transgenre candidate à des élections législatives en France, Hélène Hardy,.

### Debout la France
Debout la France est représenté dans 389 circonscriptions de France et espère avoir suffisamment d'élus pour former un groupe à l'Assemblée nationale. Son candidat a été éliminé au 1er tour de la présidentielle.
À la suite du ralliement de Nicolas Dupont-Aignan à Marine Le Pen au second tour de la présidentielle, des accords avec le Front national sont envisagés. Finalement, aucun accord de ce type ne voit le jour, le Front national choisissant d'investir des candidats partout, y compris face à tous les candidats soutenus par Nicolas Dupont-Aignan.

### Parti communiste français
Le PCF présente le 14 janvier 2017 une liste de 253 candidatures tandis que des discussions sont en cours avec La France insoumise. Le PCF soutenait Jean-Luc Mélenchon au 1er tour de la présidentielle, en 2017, comme en 2012, mais en menant cette fois-ci une campagne autonome, et en défendant son propre programme, « la France en commun ».
Après le premier tour de l'élection présidentielle, les différentes parties relancent les négociations sans que celles-ci aboutissent au niveau national,. Bien que les deux parties se rejettent la responsabilité de cet échec,,, des accords de désistements locaux réciproques, ou non, se font néanmoins dans plusieurs circonscriptions jugées gagnables, notamment à Marseille,, ou Roubaix.
Le PCF a par ailleurs conclu des alliances locales avec Ensemble !, avec EELV dans les Pyrénées-Atlantiques, ou avec le PS dans la Marne, la Somme et le Jura. Benoît Hamon a apporté son soutien à certains candidats du PCF dans certaines circonscriptions.
Des candidats communistes utilisent l'étiquette « PCF - Front de gauche », déjà revendiquée lors des élections régionales de 2015, sans que les autres partis formant cette coalition soient nécessairement associés,.

### Régions et peuples solidaires
Régions et peuples solidaires (RPS) est une fédération de partis politiques régionalistes ou autonomistes de France. Les courants politiques qui y sont représentés vont du centrisme au socialisme démocratique avec une certaine sensibilité écologiste. Pour la première fois R&PS a présenté 201 candidats autonomes rattachés à son association de financement, dont 71 ont dépassé les 1% des suffrages exprimés. Au total, les candidats affiliés ont recueilli 173 387 voix. La fédération est désormais éligible, directement sous ses propres couleurs, au financement public des partis politiques (il faut 50 candidats à plus de 1 % pour en bénéficier). Sur 16 partis concernés dans cette mandature, R&PS se situe en 11e position entre DLF et LO[réf. nécessaire].

### Autres
- L'Union populaire républicaine sera représentée dans 574 circonscriptions[108],[109]. Parmi les candidats, on notera la présence de François Asselineau[110].
- Le Mouvement 100 %, coalition de 28 mouvements politiques pour la plupart environnementalistes ou régionalistes (dont l'Alliance écologiste indépendante et le Parti Breton qui en présentent 31), souhaite présenter des candidats dans les 577 circonscriptions[111],[112].
- Lutte ouvrière présente 553 candidats (dont 277 femmes). Le parti est présent dans l'intégralité des 539 circonscriptions de la métropole, et présente également 6 candidats à l’île de la Réunion, 4 en Martinique et 4 en Guadeloupe.
- Le Mouvement écologiste indépendant d'Antoine Waechter, Le Trèfle et le Mouvement hommes animaux nature ont constitué la Confédération pour l’Homme, la Nature, la Planète « Tous unis pour le vivant » qui revendique 350 candidats (dont 45 candidats pour le MEI).
- La France Qui Ose, mouvement de Rama Yade, a donné son investiture à environ 200 candidats avec ses partenaires que sont le Parti fédéraliste européen et la Confédération pour l'Homme, la Nature, la Planète et son soutien à plus de 100 autres candidats.
- Sous le nom d'« Union des patriotes », plusieurs partis d'extrême droite se sont alliés pour présenter des candidats dans environ 200 circonscriptions (environ 60 candidats pour les Comités Jeanne de Jean-Marie Le Pen, entre 67 et 80 du SIEL, 70 du Parti de la France, 20 de Civitas, 4 candidats du Front libéré, ainsi qu'au moins un candidat Ligue du Sud, le député-maire d'Orange, Jacques Bompard et des candidats issus de l'Action française).
- Le Parti chrétien-démocrate, parti de droite chrétienne, présente des candidats dans 120 à 130 circonscriptions parfois en alliance avec Les Républicains[113].
- Une alliance entre Nous Citoyens, Territoires en mouvement et le Parti libéral démocrate se crée sous le nom de 577 pour la France-Les indépendants avec plus de 100 candidats dans plus de 40 départements.
- Le Parti animaliste présente des candidats dans plus d'une centaine de circonscriptions[114].
- Les régionalistes présenteront des candidats localement. Unser Land présentera ainsi 15 candidats en Alsace[115], Oui la Bretagne présentera des candidats en Bretagne et en Loire Atlantique dans l'ensemble des circonscriptions. Les différents mouvements nationalistes corses présenteront des candidats communs (coalition Pè a Corsica) dans les quatre circonscriptions de l'île[116]. Les nationalistes basques de la coalition Euskal Herria Bai se présenteront dans les trois circonscriptions « basques » des Pyrénées-Atlantiques[117]. Bastir Occitanie présentera des candidats dans trois circonscriptions de la région Occitanie[118],[119].
- Le Parti du vote blanc renommé les citoyens du vote Blanc, qui milite pour la reconnaissance du vote blanc, participe également aux législatives[120]. Ce parti compte présenter plus de 100 candidats[121].
- Nouvelle Donne présente des candidats dans près de 90 circonscriptions. Avec Pierre Larrouturou et Anne Hessel, ce parti fait de la réduction radicale du chômage le pivot de toutes les réformes.
- Le Parti pirate, qui veut une plus grande liberté d'expression, se présente. Leur objectif est d'atteindre 75 candidats et pour cela il s'est allié avec différents mouvements citoyens comme Demain en commun, le Mouvement du 10 novembre, Le GRAM, le PACE, La Belle Démocratie, À nous la démocratie ou encore La Relève citoyenne[122].
- Le Parti égalité et justice, issu de la diaspora turque, présente des candidats dans 68 circonscriptions[123].
- Le Parti ouvrier indépendant démocratique présente 64 candidats[124].
- Allons Enfants, le Parti de la Jeunesse, présente 60 candidats de 18 à 25 ans dans 60 circonscriptions en France[125].
- Le Mouvement des progressistes de Robert Hue présente des candidats dans une cinquantaine de circonscriptions. Sébastien Nadot, qui avait tenté de se présente à l'élection présidentielle a obtenu l'investiture de La République en marche.
- #MAVOIX, collectif indépendant de tout parti politique et sans chef ni porte parole présente 43 candidats tirés au sort[126],[127] sous contrôle d'huissier le 6 mai 2017[128]. Après une première tentative lors de l'élection législative partielle qui s'est déroulée fin mai 2016 à Strasbourg à la suite de la démission d’Armand Jung (PS)[129], le collectif réitère l'expérience en juin 2017. Par essence, aucune alliance ne sera possible, le principe du mouvement #MAVOIX étant d'introduire la démocratie directe au sein de l'Assemblée nationale, les députés #MAVOIX s'engagent à participer à 100 % des votes de l'hémicycle en fonction des délibérations et votes des citoyens sur une plateforme internet ouverte à tous les citoyens en mesure de voter.
- Le Nouveau Parti anticapitaliste présente « une quarantaine » de candidats.
- L'Alliance royale présente des candidats dans une vingtaine de circonscriptions[130].
- Le Parti de la Démondialisation de Jacques Nikonoff présente 20 candidats.
- Le Rassemblement pour la France annonce en janvier son intention de présenter une vingtaine de candidats.
- Le Parti fédéraliste européen se présente[131] dans 15 circonscriptions, en accord avec La France qui ose.
- Le mouvement À nous la démocratie présente[132] 10 candidats, en accord avec La Relève citoyenne.
- Le mouvement La Relève citoyenne présente une dizaine de candidats dont certains en alliance avec À nous la Démocratie ou le Parti pirate.
- L'Union de la France forte se présente dans au moins 2 circonscriptions, dont une en alliance avec le Rassemblement pour la France et Écologie bleue.
- Le Mouvement des libérés se présente au moins dans la dixième circonscription de Seine Maritime.
- Demain en Commun, parti fondé en 2017 par des membres du collectif de l'Appel à Nicolas Hulot pour les présidentielles et du mouvement Utopia, présente une vingtaine de candidats en France et en Outre-mer.

## Alliances

### Centre et droite
Pour tenir compte du renoncement par François Bayrou à sa candidature, au 1er tour à la présidentielle, La République en marche, publie le 15 mai une liste de 511 candidats, dont environ 80 noms proposés par le parti de François Bayrou, alors qu'une première liste, publiée trois jours plus tôt, avait suscité sa colère. « Une bonne moitié » des nouveaux noms ont été proposés par lui, portant à environ 80 le nombre total de candidats du parti centriste, soit un sixième du total.
De leur propre initiative, 70 à 100 députés PS sortants ont sollicité l'étiquette En marche, mais seule une vingtaine l'ont obtenue. L'ex-Premier ministre Manuel Valls a bénéficié d'un compromis : il ne pourra pas se réclamer de La République en marche, mais il évite un adversaire macroniste. Parmi ses proches, les députés Malek Boutih et Hugues Fourage n'ont pas obtenu l'investiture de La République en marche.
La République en marche annonce le 17 mai ne pas présenter de candidats dans 56 des 577 circonscriptions, protégeant des députés de droite et de gauche jugés proches ou qui « serviront de supplétifs » à l'Assemblée pour voter les lois, selon un parlementaire LR :
- une petite vingtaine de candidats Les Républicains et UDI[136] n'auront pas en face d'eux de candidat macroniste, parmi lesquels Thierry Solère (Hauts-de-Seine), Arnaud Robinet (Marne), Franck Riester (Seine-et-Marne). Les successeurs de députés LR proches de Macron ne se présentant pas en raison de la loi sur le cumul des mandats, Xavier Bertrand (Aisne), Christian Estrosi (Alpes-Maritimes), Hervé Mariton (Drôme), Benoist Apparu (Marne) et Hervé Gaymard (Savoie) n'auront pas non plus de candidat macroniste à affronter[135].
- Une douzaine de candidats de centre-gauche[136] jugés favorables à La République en marche n'auront pas non plus, face à eux, de candidat LREM, parmi lesquels les députés PS Manuel Valls (Essonne), Stéphane Le Foll (Sarthe), Marisol Touraine (Indre-et-Loire), Myriam El Khomri (Paris), George Pau-Langevin (Paris), François Pupponi (Val-d'Oise) et le vallsiste David Habib (Pyrénées-Atlantiques)[135].

En rétorsion à la stratégie de La République en marche, Les Républicains ont exigé que Thierry Solère démissionne de la présidence du groupe LR au Conseil régional d'Île-de-France.

### Écologistes
- LREM a investi deux ex-adhérents d'Europe Écologie Les Verts, François de Rugy et l'ex-ministre Barbara Pompili, qui avaient créés le Parti écologiste lorsqu'EELV avait décidé de ne pas intégrer le deuxième gouvernement Valls, formé à la fin août 2014. François de Rugy avait obtenu 3,82 % des voix au 1er tour de la primaire PS[137], et un mois après renoncé à son engagement public de soutenir le vainqueur Benoît Hamon, qui appelle à le battre en votant pour le candidat PCF alors que le PS n'a pas présenté de candidat[138].
- LREM ne présente pas de candidats contre Éric Alauzet (Doubs), un des cinq députés EELV qui avait rejoint le groupe parlementaire PS en 2014.
- Le 17 février, 90 % des 17 000 militants Europe Écologie Les Verts approuvent[77] le rapprochement de leur candidat Yannick Jadot avec le vainqueur de la primaire PS Benoît Hamon et Jean-Luc Mélenchon[78]. EELV obtient que le PS se retire à son profit dans 52 circonscriptions[139], par l'accord du 23 février 2017 entre Yannick Jadot et Benoît Hamon pour le 1er tour de la présidentielle[140],[141].
- De son côté, le PCF a accepté de se retirer au profit d'Europe Écologie Les Verts dans 15 circonscriptions[139]. Il a conclu un accord départemental dans les trois circonscriptions béarnaises de l'est des Pyrénées-Atlantiques[103], qui prévoit un soutien du PCF au vert Yves Freyssinier et un soutien des verts à Olivier Dartigolles, qui avait mené la liste PCF aux régionales[142].

### Gauche
L'ex-candidat socialiste à la présidentielle Benoît Hamon a souhaité des candidatures communes dès le 1er tour avec La France insoumise, a déclaré à l’AFP, un de ses proches, le député européen Guillaume Balas, mais La France insoumise a regretté que « l’équipe de Benoît Hamon n’a pas les moyens de retirer des candidats socialistes ou d’empêcher qu’il y en ait contre des candidats France insoumise », la direction du PS n'étant pas sur cette ligne.
Jean-Christophe Cambadélis, premier secrétaire du Parti socialiste, n'a souhaité des accords avec La France insoumise que dans les circonscriptions où le Front national a obtenu plus de 60 % des voix au second tour de la présidentielle. Cela ne s'est produit que dans la Onzième circonscription du Pas-de-Calais, où Marine Le Pen a obtenu son meilleur score de toute la France, avec 60,52 %. De son côté, « un cadre PCF » a déclaré à Europe1 avoir « identifié 45 circonscriptions » où le FN « a fait plus de 50 % » et pour lesquelles son parti est « ok pour travailler » avec le reste de la gauche.
La France insoumise a décidé de ne pas présenter de candidats contre les parlementaires PCF qui avaient parrainé Jean-Luc Mélenchon pour la présidentielle (à savoir Marie-George Buffet). Plus largement, le mouvement soutient un total de 35 candidats communistes, sous sa bannière ou non[réf. nécessaire].
Le PCF soutient 72 candidats non membres du PCF (dont 18 France insoumise).
Il a retiré des candidats ou passé des alliances locales dans 15 départements, le plus souvent pour La France insoumise, qui s'efface devant des candidats PCF dans 5 départements :
- dans 4 des 16 circonscriptions des Bouches-du-Rhône, le PCF[146] retire ses candidats dès le 1er tour en faveur de La France insoumise : la 9e, la 16e, la 3e et la 4e, où Jean-Luc Mélenchon défie Patrick Mennucci[147]. La France insoumise se retire dans la 13e où se présente le Pierre Dharréville, soutenu par le sortant Gaby Charroux[148].
- dans 2 des 10 circonscriptions de Seine-Maritime, un accord a été signé entre le PCF et La France insoumise, qui soutient dès le premier tour Sébastien Jumel, maire PCF de Dieppe et Hubert Wulfranc, maire PCF de Saint-Étienne-du-Rouvray[149].
- dans 2 des 4 circonscriptions d'Eure-et-Loir, le PCF retire ses candidats face à La France insoumise, à Dreux et Nogent-le-Rotrou[150].
- dans 2 des 10 des circonscriptions de Loire-Atlantique le PCF retire ses candidats, à Nantes centre (2e) et Châteaubriant-Ancenis (6e) pour inciter à un « rassemblement de la gauche »[151].
- dans les 3e et 6e circonscriptions de Haute-Savoie, le PCF retire ses candidats[152].
- dans la 1re circonscription de Tarn-et-Garonne, le PCF propose de se retirer en échange d'un soutien de La France insoumise dans la 2e.
- dans la première circonscription de la Haute-Loire, le PCF a retiré la candidature de Michel Valentin[153].
- dans la 1re circonscription du Cher, le PCF a retiré sa candidate Marie-Christine Baudouin[154].
- dans 2 des 12 circonscriptions de la Seine-Saint-Denis, La France insoumise ne présente pas de candidats contre les PCF et apparentés, la 4e de Marie-George Buffet et la 11e de Clémentine Autain[155].
- dans 12 des 13 circonscriptions des Hauts-de-Seine, La France insoumise a son candidat, un seul accord ayant été trouvé avec le PCF sur la 11e[156].
- dans 4 des 5 circonscriptions de la Marne, le PCF et le PS, se sont accordés, chacun soutenant l'autre dès le 1er tour dans deux circonscriptions[157]. Dans la cinquième et dernière circonscription, le PCF a présenté un candidat contre le socialiste Rudy Namur, proche de Manuel Valls[157].
- dans chacune des trois circonscriptions du Jura, le PS, Europe Écologie Les Verts et le PCF présentent des candidatures communes[158].
- dans 4 des 5 circonscription de la Somme, un accord départemental associe Parti socialiste, Europe Écologie-Les Verts et PCF[144] pour soutenir dès le 1er tour Philippe Casier (PS) dans la 2e, Arnaud Petit (maire PCF de Woincourt) dans la 3e, Elodie Héren (EELV) dans la 4e et Valérie Roussel (PCF) dans la 5e. Dans la 1re, le cinéaste François Ruffin, soutenu par le PCF, La France insoumise et Europe Écologie Les Verts affronte l'acteur Franck de Lapersonne (FN) et la sortante PS Pascale Boistard, secrétaire d’État.
- dans la 5e circonscription du Calvados, la députée sortante et candidate pour un deuxième mandat Isabelle Attard a reçu, dès le 1er tour, le soutien de toutes les forces de gauche locales, incluant le Parti socialiste, La France insoumise, le PCF, EELV et Ensemble ![159].

## Candidats
Quelque 220 députés sortants ne se sont pas représentés. Ils étaient 98 en 2007 (17 %) et 105 en 2012 (18 %) ; ce renouvellement inédit est dû à la nouvelle réglementation sur le non-cumul des mandats (beaucoup de députés sont également élus locaux), la lassitude ou la crainte de ne pas être réélu.
Un total de 179 députés qui se représentent n'ont fait qu'un seul mandat, alors que les changements de majorité parlementaire en 1993, 1997, 2002 et 2012 ont à chaque fois interrompu la carrière d'une partie des députés de la majorité battue : la droite parlementaire passe par exemple de 345 députés à l'issue des législatives de 2007 à 229 aux législatives de 2012.

### Sociologie
Plusieurs partis ont communiqué sur la composition sociologique de leur choix de candidats. L’Assemblée nationale compte désormais 224 femmes (38,82 %), contre 155 (26,86 %) dans la précédente législature, soit le 16e rang mondial et le 4e de l'Union européenne, derrière la Suède avec 43,6 %, la Finlande avec 42 % et l'Espagne avec 39,1 %.

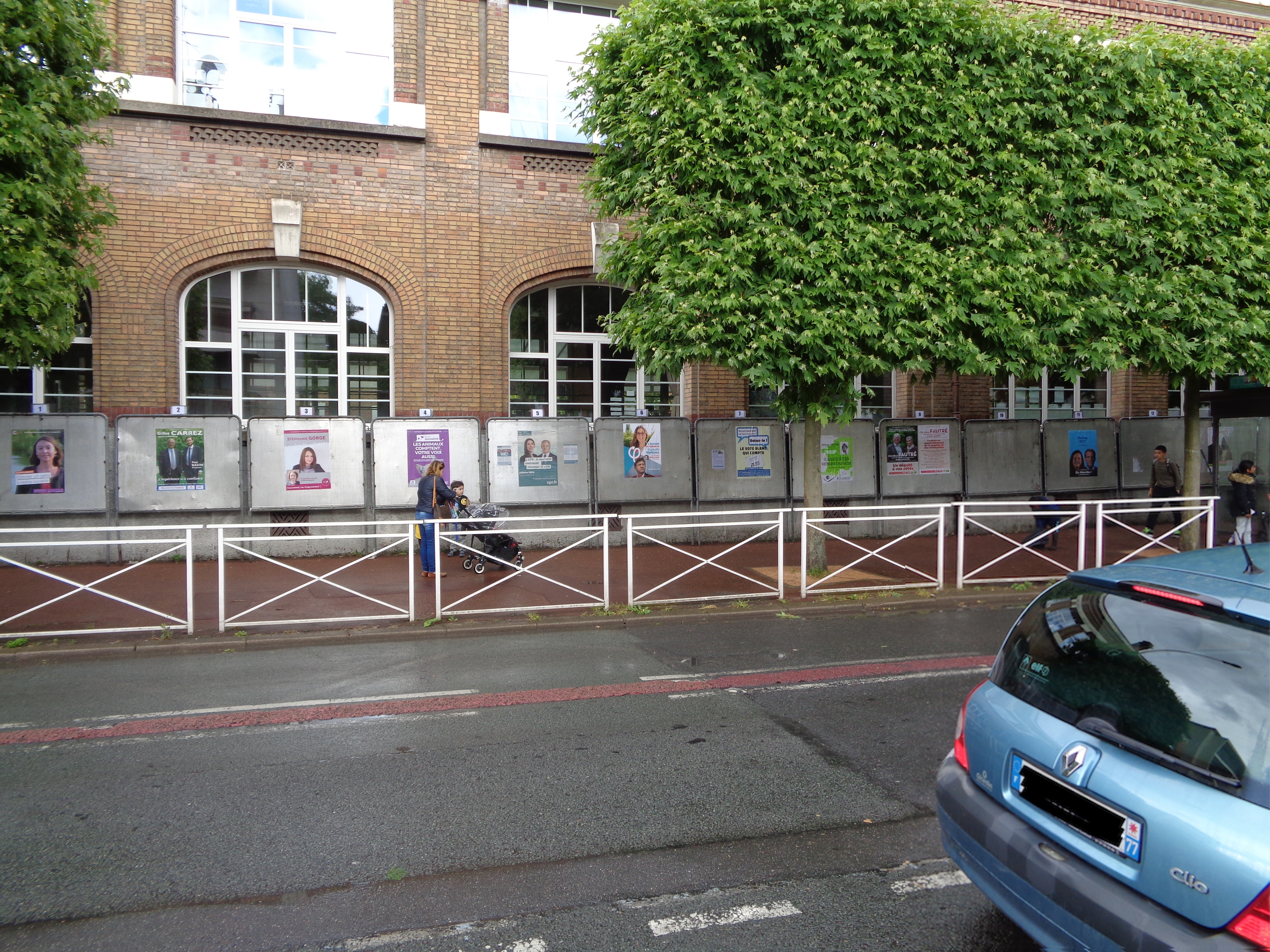
Affiches de campagne des élections législatives françaises de 2017, dans la 5e circonscription du Val-de-Marne.

| Mouvement | Nombre de candidats | Nombre de femmes candidates | Proportion de femmes | Âge moyen | Nombre d'élues (1)     | Proportion d'élues (1) |
| --- | ------------------- | --------------------------- | -------------------- | --------- | ---------------------- | ---------------------- |
| La République en marche | 461                 | 232                         | 50 %                 | 46 ans    | 143                    | 47 %                   |
| Mouvement démocrate | 76                  | 37                          | 49 %                 | 51 ans    | 20                     | 44 %                   |
| Les Républicains | 480                 | 187                         | 39 %                 | 50 ans    | 27                     | 24 %                   |
| Front national | 571                 | 281                         | 49 %                 | 47 ans    | 2                      | 25 %                   |
| La France insoumise | 556                 | 264                         | 47,5 %               | 46 ans    | 7                      | 41 %                   |
| Parti socialiste | 414                 | 183                         | 44,2 %               | 50 ans    | 12                     | 40 %                   |
| Parti communiste français | 461                 | 215                         | 47 %                 | 51 ans    | 2                      | 20 %                   |
| Union des démocrates et indépendants | 148                 | 58                          | 39 %                 | 51 ans    | 3                      | 17 %                   |
| Parti radical de gauche | 62                  | 33                          | 53 %                 | 48 ans    | 3                      | 100 %                  |
| Debout la France | 388                 | 175                         | 45 %                 | 51 ans    | 0                      | 0 %                    |
| Union populaire républicaine | 574                 | 284                         | 49 %                 | 44 ans    | 0                      | 0 %                    |
| Autres (DVG, DVD, REG, NI, ECO, EXD) | 3691                | 1071                        | 29 %                 | NP        | 5 (3 DVG, 1 DVD, 1 NI) | 16 %                   |
| Total des candidats | 7882                | 3344                        | 42,4 %               | 48 ans    | 224                    | 38,82 %                |
| (1) Prise en compte de la nuance politique des élus telle que déclarée le 19 juin 2017 au bureau de l'assemblée nationale. Source : Liste des députés élus à l'issue des deux tours les 11 et 18 juin 2017 sur assemblee-nationale.fr, consulté le 20 juin 2017. |                     |                             |                      |           |                        |                        |

- Le FN présente en décembre 2016 ses pré-investitures[43] : la moyenne d'âge est de 47 ans et il y a une quasi-parité : 247 femmes pour 259 hommes ; 80 % des candidats ont déjà un mandat local.
- La France insoumise présente ses candidats le 14 février (moyenne d'âge 41 ans, une femme sur deux) souvent novices : 60 % n'ont jamais adhéré à un parti politique[réf. nécessaire]. Ils sont présentés à la presse le 13 mai lors d'une convention nationale[57]. LFI a prévu d’en investir en tout 535.
- La République en marche présente le 11 mai 428 candidats (âge moyen 46 ans, 52 % de femmes). Parmi eux, 24 députés PS sortants[25] mais aussi une moitié issus de la "société civile", parmi lesquels 58 chefs d'entreprise, 17 avocats, 13 médecins, 7 chargés de communication et 6 juristes[166]. Au total, 214 sur 428 n’ont jamais exercé de mandat, et sont donc novices en politique. La sélection a été effectuée par un comité présidé par Jean-Paul Delevoye.
- Le Parti socialiste, qui n'aura des candidats que dans 400 circonscriptions sur 577, a affirmé que 60 % se présenteront pour la première fois[70] et qu'il présente autant de femmes que d'hommes. Aucune moyenne d'âge n'a été donnée.
- Le Parti communiste français pour ses 452 candidats annonce 40 % de moins de 50 ans, 70 % n'ayant jamais exercé de mandat électif, 40 % ayant des responsabilités syndicales. 38 % seraient des employés, ouvriers ou techniciens, 14 % des cadres, 20 % des fonctionnaires, 25 % des retraités[167].
- L'Union populaire républicaine investit 574 candidats dont 284 femmes (soit 49 % du total). Le mouvement annonce officiellement les investitures lors d'une conférence de presse le 23 mai 2017[168].

### Membres du gouvernement
Six ministres du gouvernement Édouard Philippe se présentent.
- Richard Ferrand, se présente dans le Finistère (6e circonscription), il est réélu avec 56,53 % des voix.
- Bruno Le Maire, se présente dans l'Eure (1re circonscription), il est réélu.
- Annick Girardin, se présente à Saint-Pierre-et-Miquelon, elle est élue au second tour avec 51,87 % des voix.
- Marielle de Sarnez, se présente à Paris (11e circonscription), elle est élue.
- Christophe Castaner, se présente dans les Alpes de Haute-Provence (2e circonscription), il est réélu avec 61,57 % des voix.
- Mounir Mahjoubi, se présente à Paris (16e circonscription), il est élu avec 51,18 % des voix au deuxième tour.

Les ministres se présentent tous sous l'étiquette La République en marche-MoDem à l'exception d'Annick Girardin, qui se présente sous l'étiquette du Parti radical de gauche.

### Ex-candidats à l'élection présidentielle
Parmi les candidats à l'élection présidentielle, Jean-Luc Mélenchon, Jean Lassalle, Nicolas Dupont-Aignan et Marine Le Pen sont élus députés.
Benoît Hamon, Nathalie Arthaud et François Asselineau sont battus au 1er tour.
François Fillon, Philippe Poutou et Jacques Cheminade ne se présentaient pas.

### Personnalités de la société civile
- Parmi les candidats La République en marche[172] :
  - Cédric Villani, mathématicien ; il est élu au second tour avec 69,36 % des suffrages exprimés.
  - Marie Sara, ancienne torera ; elle est battue au second tour en totalisant 49,84 % des suffrages face à Gilbert Collard.
  - Jean Viard, sociologue ; il est battu au second tour par Julien Aubert et obtient 49,11 % des suffrages exprimés.
  - Jean-Michel Fauvergue, ancien patron du RAID : il est élu au second tour avec 67 % des voix.
  - Éric Halphen et Laurence Vichnievsky, ex-magistrats. Tandis qu'Éric Halphen est battu au second tour avec 46,68 % des suffrages, Laurence Vichnievsky est élue avec plus de 56 % des suffrages.
  - Bruno Bonnell ex-président d'Infogrames et Atari, fondateur de Robopolis[173]. Il obtient 60,18 % des suffrages au second tour face à Najat Vallaud-Belkacem.
- Parmi les candidats La France insoumise[174] :
  - Juan Branco, l'avocat de WikiLeaks ;
  - Gérald Dahan, l'humoriste ;
  - les lanceurs d’alerte Rémy Garnier (affaire Cahuzac) et Céline Boussié (affaire des mauvais traitements sur enfants handicapés dans un établissement du Gers) ;
  - Sarah Soilihi, championne du monde de kick-boxing, issue des quartiers nord de Marseille, où elle affronte le FN Stéphane Ravier, maire d'arrondissement ;
  - David Guillemet, diagnostiqué autiste à sa naissance, militant de la cause des autistes dans son exploitation agricole[175],[176],[177].
  - Sophie de La Rochefoucauld, actrice[178].
- Parmi les candidats Front national :
  - le comédien Franck de Lapersonne, qui affronte dans la 1re de la Somme François Ruffin et la sortante PS Pascale Boistard, secrétaire d’État[144].
- Parmi les candidats socialistes :
  - dans la 10e de Paris, Ryadh Sallem, triple champion d'Europe de basket-ball en fauteuil roulant et ayant participé cinq fois aux Jeux paralympiques[179], soutenu par la maire PS Anne Hidalgo, est candidat. Il y affronte Anne-Christine Lang, suppléante du député PS de la 9e de Paris Jean-Marie Le Guen, qui l'a remplacé quand il était au gouvernement de 2014 à 2017, investie par La République en marche[180], ainsi que Leïla Chaibi (La France insoumise), cofondatrice de Génération précaire et du collectif Jeudi noir, arrivée 3e en 2012 avec 11,6  % des voix.

- Autres :
  - Le chanteur Francis Lalanne, à Évry, face à Manuel Valls[181].
  - François Ruffin, cinéaste et journaliste, soutenu aussi par la France insoumise, le PCF et Ensemble ![181]
  - L'humoriste polémique Dieudonné, à Évry, face à Manuel Valls[181], son suppléant est Nolan Lapie, un jeune homme qui avait giflé Manuel Valls devant des journalistes.
  - Isabelle Laeng dite Cindy Lee, strip-teaseuse qui se présente sous la bannière du Parti du plaisir dans la 7e circonscription de Paris soutenue par l'UDE[181].
  - L'ancienne actrice de films pornographiques Zara Whites se présente sous son vrai nom Esther Kooiman[182].

### Ex-ministres des gouvernements du quinquennat Hollande

#### Sont élus
- Manuel Valls n'a pas reçu l'investiture La République en marche dans la 1re circonscription de l'Essonne[183], où il avait obtenu 48,5 % au 1er tour en 2012, et perdu celle du PS. Cependant, ces deux formations ne lui opposent pas de candidats[184]. Il retrouve au second tour Farida Amrani (LFI), soutenue par Bruno Piriou, conseiller général PCF, célèbre pour son opposition au maire LR de Corbeil-Essonnes Serge Dassault[185].
- Barbara Pompili, ex secrétaire d’État chargée de la biodiversité, se présente une deuxième fois dans la 2e circonscription de la Somme, où elle reçoit l'investiture de la République en marche[186] ; avec 40,7 % des suffrages, elle arrive en tête au premier tour et affronte au second tour le candidat La France Insoumise (LFI) Cédric Maisse.
- Stéphane Le Foll se représente dans la 4e circonscription de la Sarthe ; il arrive en tête du premier tour avec 30,31 % devant le candidat du parti Les Républicains (LR), Emmanuel Franco, (22,15 %)[187].
- Ericka Bareigts se représente dans la première circonscription de La Réunion ; arrivée en tête du premier tour des législatives avec 47,23 % des suffrages, elle est opposée à Jean-Jacques Morel, candidat Les Républicains, qui a recueilli 21,68 % des voix.
- George Pau-Langevin se représente dans la 21e circonscription de Paris ; arrive en tête dans la 15e circonscription de Paris, avec ses 24,1 % au premier tour, elle affronte le candidat de La France insoumise, Mehdi Kemoune (18,7 %).
- Sylvia Pinel se représente dans la 2e circonscription de Tarn-et-Garonne ; elle obtient 27,29 % des voix. Elle affronte au second tour le candidat FN Romain Lopez.
- Guillaume Garot se représente dans la première circonscription de la Mayenne ; avec 30,98 % des voix, il se maintient en tête, devançant la candidate LRM Béatrice Mottier (26,54 % des voix).

#### Sont battus au second tour
- L'ex-ministre du Travail Myriam El Khomri investie par le PS dans la 18e circonscription de Paris. Au premier tour, Pierre-Yves Bournazel, candidat Les Républicains (LR) devançait (31,76 %), l’ex-ministre du travail (20,23 %)[188].
- L'ex-ministre de l'Éducation nationale Najat Vallaud-Belkacem, candidate dans la sixième circonscription du Rhône ; son conjoint, Boris Vallaud étant élu dans la troisième circonscription des Landes ; ces deux circonscriptions ayant toujours élu un député PS depuis 1997 et 1978 respectivement ; au premier tour, elle est arrivée en deuxième position (16,54 %) derrière l’homme d’affaires Bruno Bonnell, pour La République en marche (36,69 %).
- Marisol Touraine se représentait dans la 3e circonscription d’Indre-et-Loire ; avec 28,54 % des voix au premier tour, Marisol Touraine était opposée au second tour à Sophie Auconie (UDI-LR), arrivée en deuxième position (20,02 %).
- Jean-Jacques Urvoas se représentait dans la première circonscription du Finistère ; au premier tour, il arrive en deuxième position avec 19,77 % des voix. Il affronte Annaïg Le Meur, kinésithérapeute investie par La République en marche, arrivée première avec 38,21 % des voix.
- Valérie Fourneyron se représentait dans la première circonscription de Seine-Maritime ; au premier tour, Damien Adam, de La République en marche, totalise 34,63 % des voix. Valérie Fourneyron accède au second tour avec 17,22 % des suffrages.
- Axelle Lemaire, secrétaire d'État chargée du Numérique et de l'Innovation, démissionne du gouvernement le 27 février 2017 pour se consacrer à sa campagne pour sa réélection dans la 3e circonscription des Français de l'étranger[189] ; avec moins de 7,96 % des voix au premier tour des législatives, elle termine en deuxième position.

#### Sont éliminés dès le premier tour
- Kader Arif (sortant, 10e circonscription de Haute-Garonne)
- Pascale Boistard (première circonscription de la Somme)
- Emmanuelle Cosse (3e circonscription de Seine-Saint-Denis)
- Michèle Delaunay (sortante, 2e circonscription de Gironde)
- Cécile Duflot (sortante, 6e circonscription de Paris)
- Christian Eckert (3e circonscription de Meurthe-et-Moselle)
- Matthias Fekl (2e circonscription du Lot-et-Garonne)
- Aurélie Filippetti (sortante, première circonscription de Moselle)
- Estelle Grelier (9e circonscription de Seine-Maritime)
- Benoît Hamon (sortant, 11e circonscription des Yvelines)
- François Lamy (première circonscription du Nord)
- Juliette Méadel (10e circonscription de Seine-et-Marne)
- Ségolène Neuville (3e circonscription des Pyrénées-Orientales)
- Martine Pinville (première circonscription de Charente)
- Christophe Sirugue (5e circonscription de Saône-et-Loire)
- Clotilde Valter (3e circonscription du Calvados)

### Députés sortants éliminés dès le premier tour
125 députés sortants dont au moins 96 députés socialistes sont éliminés dès le premier tour de l'élection, selon un décompte provisoire du journal Le Monde :

### Anecdotes

#### Investitures contestées
- dans la quatrième circonscription du Doubs, Frédéric Barbier, ex-suppléant de Pierre Moscovici, est le seul député investi à la fois par le PS et La République en marche[191],[192].
- une « petite quinzaine de candidats » investis par le PS[72] s'affichent avec l'étiquette Majorité présidentielle, parmi lesquels les ex-ministres de la Santé et du Travail Marisol Touraine et Myriam El Khomri[72].
- dans la 1re circonscription de la Dordogne, le groupe local La République en marche, qui revendique 156 membres[193], a déploré dans un communiqué que l’on impose de Paris « un candidat inconnu et totalement inactif durant les neuf mois de campagne présidentielle » et dénoncé du « favoritisme » dans l'investiture de Philippe Chassaing[194].
- dans la dixième circonscription des Yvelines, l'investiture d'Aurore Bergé, ex-LR et proche d'Alain Juppé ralliée en février à En marche a poussé Georges Grard, responsable local d'En marche, à soutenir le candidat socialiste Jean-Claude Husson[195].
- Jérôme Lambert, investi en Charente par le PS, et Vincent Bru, investi dans les Pyrénées-Atlantiques par LREM, se sont opposés à la loi Taubira, qui autorise le mariage des couples de même sexe, alors que leur formation politique y est favorable[196]. Nathalie Niel, référente départementale, a saisi la commission d'éthique de LREM pour que la candidature de ce dernier soit annulée, après avoir reçu 350 mails de protestation, tandis qu'une pétition a été lancée.
- dans la 3e circonscription d'Indre-et-Loire, les militants de LREM ont décidé de ne pas faire campagne pour Marisol Touraine, ex-ministre de la Santé, qui fait campagne sous l'étiquette « majorité présidentielle » et n'a pas d'adversaire LREM[197]. Par ailleurs, une soixantaine de cadres et militants PS ont publié un appel à « porter leurs votes (...) sur les candidats fidèles aux valeurs de la gauche et de l’écologie » et à ne pas voter pour Marisol Touraine, contre qui la fédération PS d'Indre-et-Loire a lancé une procédure d'exclusion.
- dans la deuxième circonscription du Doubs, le député sortant, Éric Alauzet, élu en 2012, se représente, sans investiture de parti mais en conservant le double soutien du PS et d'EELV. LREM n'ayant présenté aucun candidat face à lui, il se présente comme divers écologiste et candidat « majorité présidentielle ». Il lui est alors reproché par son opposant LR-UDI, Ludovic Fagaut, de truquer l'élection en bernant les électeurs avec une investiture LREM qu'il n'a pas.

#### Abandons
- Parmi les ministres du gouvernement précédent, Bernard Cazeneuve, Jean-Marc Ayrault, Michel Sapin, Jean-Marie Le Guen, Thierry Mandon, Alain Vidalies[198], Hélène Geoffroy[199] et Thierry Braillard[200], élus en 2012, ne se représentent pas. Audrey Azoulay renonce à se présenter après l'avoir envisagé en Île-de-France et en particulier dans la sixième circonscription de Paris, où elle fait face à l'hostilité des socialistes parisiens et de la maire Anne Hidalgo[201].
- deux jours après le second tour de la présidentielle, Marion Maréchal, l'un des deux seuls députés sortants du FN, crée la surprise en annonçant renoncer dans la troisième circonscription de Vaucluse[202].
- dans la 2e circonscription d'Ille-et-Vilaine, Gaspard Gantzer, conseiller en communication de François Hollande à l'Élysée, est investi le 11 mai 2017 par En marche[203], là où son camarade de promotion à l'ENA Emmanuel Macron a fait 35 % au premier tour, ce qui est critiqué par ses opposants politiques[204], puis par Jean-Yves Le Drian, figure bretonne très respectée, proche d'En marche[205]. Il renonce à sa candidature[206] puis annonce une semaine après qu'il ne sera pas candidat à Paris non plus[207].
- dans la Douzième circonscription du Pas-de-Calais, où Marine Le Pen a obtenu son meilleur score de France du second tour de la présidentielle (60,52 %), le député sortant Nicolas Bays, investi par le PS mais proche de La République en marche, renonce à se présenter[47]. Il avait été élu de justesse en 2012 face à la FN Charlotte Soula, ex-seguiniste et LR, devenue chef de cabinet de la présidente du Front national, fonction qu'elle a quitté en juillet 2014[208].
- en Haute-Garonne, à la suite de la décision de leur leader Nicolas Dupont-Aignan de soutenir Marine Le Pen entre les deux tours de l'élection présidentielle, les quatre candidats de Debout la France ont décidé le 3 mai de renoncer à leur investiture pour les législatives[209].
- dans la dix-septième circonscription de Paris, Thierry Schaffauser a perdu son investiture d'EELV pour avoir posé vêtu d'une robe et coiffé d'une perruque sur sa photo de campagne[210].
- dans la sixième circonscription de la Moselle, où se présente Florian Philippot, leader du FN, l'ex-ministre LR Jean-Jacques Aillagon, rallié en mars 2017 à La République en marche est investi puis remplacé le jour du dépôt des listes[réf. nécessaire][211], après des remous locaux[212].
- Jean-François Copé annonce qu'il ne se représentera pas aux élections législatives, préférant ainsi se consacrer à la gestion de la ville de Meaux[213].
- Pierre Lellouche, député LR sortant de la 1re circonscription de Paris et ayant reçu l'investiture de son parti, annonce, deux jours après le premier tour de l'élection présidentielle, ne pas se représenter[214].

## Sondages et projections

### Premier tour
| Sondeur                                                    | Date            | Panel      | EXG    | LFI     | PCF    | EELV   | PS-PRG | LREM-MoDem | LR-UDI  | DLF    | FN      | Autres |
| ---------------------------------------------------------- | --------------- | ---------- | ------ | ------- | ------ | ------ | ------ | ---------- | ------- | ------ | ------- | ------ |
| Sondeur                                                    | Date            | Panel      |        |         |        |        |        |            |         |        |         |        |
| Résultats                                                  | 11 juin         | 22 654 164 | 0,77 % | 11,03 % | 2,72 % | 4,30 % | 7,91 % | 32,32 %    | 21,56 % | 1,17 % | 13,20 % | 7,77 % |
| Arrêt de publication des sondages en France (9 juin 2017). |                 |            |        |         |        |        |        |            |         |        |         |        |
| Ipsos                                                      | 7-8 juin        | 1 995      | 1 %    | 11,5 %  | 2 %    | 3 %    | 8 %    | 31,5 %     | 22 %    | 1,5 %  | 17 %    | 2,5 %  |
| OpinionWay                                                 | 6-8 juin        | 3 080      | 1 %    | 12 %    | 3 %    | 3 %    | 7 %    | 30 %       | 21 %    | –      | 18 %    | 2 %    |
| Elabe                                                      | 5-8 juin        | 2 001      | 0,5 %  | 11 %    | 2 %    | 3 %    | 9 %    | 29 %       | 23 %    | 2 %    | 17 %    | 3,5 %  |
| BVA                                                        | 2-5 juin        | 4 772      | 1 %    | 12,5 %  | 2 %    | 3 %    | 8 %    | 30 %       | 20 %    | 2 %    | 18 %    | 3,5 %  |
| Ipsos                                                      | 2-4 juin        | 2 103      | 1 %    | 12,5 %  | 2 %    | 2,5 %  | 8,5 %  | 29,5 %     | 23 %    | 1,5 %  | 17 %    | 2,5 %  |
| Odoxa                                                      | 31 mai-1er juin | 989        | 1 %    | 11 %    | 3 %    | 3 %    | 8 %    | 33 %       | 19 %    | 2,5 %  | 18 %    | 1,5 %  |
| OpinionWay                                                 | 30 mai-1er juin | 1 940      | 1 %    | 13 %    | 3 %    | 2 %    | 9 %    | 29 %       | 20 %    | –      | 18 %    | 5 %    |
| Harris Interactive                                         | 30 mai-1er juin | 1 002      | 2 %    | 11 %    | 2 %    | 3 %    | 8 %    | 31 %       | 18 %    | 2 %    | 18 %    | 5 %    |
| Ifop                                                       | 29-31 mai       | 2 802      | 0,5 %  | 12 %    | 2,5 %  | 3 %    | 7,5 %  | 31 %       | 19 %    | 2 %    | 18 %    | 4,5 %  |
| Ipsos                                                      | 27-30 mai       | 14 958     | 0,5 %  | 11,5 %  | 2 %    | 3 %    | 8,5 %  | 31 %       | 22 %    | 2 %    | 18 %    | 1,5 %  |
| Ipsos                                                      | 26-28 mai       | 1 127      | 0,5 %  | 11,5 %  | 2 %    | 3 %    | 9 %    | 29,5 %     | 22 %    | 2,5 %  | 18 %    | 2 %    |
| Kantar Sofres                                              | 24-28 mai       | 2 022      | 1 %    | 12 %    | 2 %    | 3,5 %  | 8 %    | 31 %       | 18 %    | 2,5 %  | 17 %    | 2 %    |
| Harris Interactive                                         | 23-26 mai       | 1 010      | 2 %    | 14 %    | 2 %    | 3 %    | 7 %    | 31 %       | 18 %    | 3 %    | 19 %    | 1 %    |
| OpinionWay                                                 | 23-24 mai       | 2 176      | 1 %    | 15 %    | 2 %    | 10 %   | 10 %   | 28 %       | 20 %    | –      | 19 %    | 5 %    |
| Elabe                                                      | 23-24 mai       | 1 011      | 0,5 %  | 12 %    | 2 %    | 2,5 %  | 6,5 %  | 33 %       | 20 %    | 1,5 %  | 19 %    | 3 %    |
| Ifop-Fiducial                                              | 18-19 mai       | 950        | 0,5 %  | 15 %    | 1,5 %  | 2,5 %  | 7 %    | 31 %       | 19 %    | 2,5 %  | 18 %    | –      |
| Harris Interactive                                         | 16-18 mai       | 940        | 1 %    | 16 %    | 2 %    | 3 %    | 6 %    | 32 %       | 18 %    | 3 %    | 19 %    | –      |
| OpinionWay                                                 | 16-18 mai       | 1 997      | 1 %    | 14 %    | 2 %    | 11 %   | 11 %   | 27 %       | 20 %    | –      | 20 %    | 5 %    |
| Harris Interactive                                         | 15-17 mai       | 4 598      | 1 %    | 15 %    | 2 %    | 3 %    | 6 %    | 32 %       | 19 %    | 3 %    | 19 %    | –      |
| Harris Interactive                                         | 9-11 mai        | 941        | 2 %    | 14 %    | 2 %    | 3 %    | 7 %    | 29 %       | 20 %    | 3 %    | 20 %    | –      |
| Harris Interactive                                         | 7 mai           | 2 376      | 1 %    | 13 %    | 2 %    | 3 %    | 8 %    | 26 %       | 22 %    | 3 %    | 22 %    | –      |
| Kantar Sofres                                              | 4-5 mai         | 1 507      | 2 %    | 15 %    | 1 %    | 3,5 %  | 9 %    | 24 %       | 22 %    | 2,5 %  | 21 %    | –      |
| Ifop-Fiducial                                              | 4-5 mai         | 1 405      | 1 %    | 16 %    | 2 %    | 3 %    | 9 %    | 22 %       | 22,5 %  | –      | 20 %    | 3 %    |
| OpinionWay                                                 | 1er mai         | 5 032      | 1 %    | 10 %    | 10 %   | 13 %   | 13 %   | 26 %       | 24 %    | –      | 19 %    | 7 %    |

### Projections
| Sondeur            | Date               | LFI - PCF       | PS - EELV       | LREM - MoDem        | LR - UDI            | FN              | Divers         |
| ------------------ | ------------------ | --------------- | --------------- | ------------------- | ------------------- | --------------- | -------------- |
| Sondeur            | Date               |                 |                 |                     |                     |                 |                |
| Résultat           | 18 juin            | 29 5 %          | 47 5 %          | 350 61 %            | 131 23 %            | 8 1 %           | 32 6 %         |
| OpinionWay         | 6 au 8 juin        | 12 - 22 2 - 4 % | 15 - 25 3 - 4 % | 370 - 400 64 - 69 % | 120 - 150 21 - 26 % | 8 - 18 1 - 3 %  | 5 - 10 1 - 2 % |
| Ipsos              | 2 au 4 juin        | 12 - 22 2 - 4 % | 25 - 35 4 - 6 % | 385 - 415 67 - 72 % | 105 - 125 18 - 22 % | 5 - 15 1 - 3 %  | 3 - 7 1 %      |
| Harris Interactive | 30 mai au 2 juin   | 15 - 25 3 - 4 % | 30 - 44 5 - 8 % | 330 - 360 57 - 62 % | 135 - 150 23 - 26 % | 8 - 22 1 - 4 %  | 7 - 9 1 - 2 %  |
| OpinionWay         | 30 mai au 1er juin | 24 - 31 4 - 5 % | 20 - 35 3 - 6 % | 335 - 355 58 - 62 % | 145 - 165 25 - 29 % | 7 - 17 2 - 3 %  | 5 - 10 1 - 2 % |
| Odoxa              | 31 mai au 1er juin | 15 - 25 3 - 4 % | 25 - 35 4 - 6 % | 350 - 390 61 - 68 % | 120 - 160 21 - 28 % | 5 - 15 1 - 3 %  | 5 - 10 1 - 2 % |
| Ifop               | 29 au 31 mai       | 15 - 25 3 - 4 % | 20 - 35 3 - 6 % | 350 - 380 61 - 66 % | 135 - 150 23 - 26 % | 9 - 16 2 - 3 %  | 8 - 12 1 - 2 % |
| Cevipof Ipsos      | 27 au 30 mai       | 10 - 20 2 - 3 % | 25 - 35 4 - 6 % | 395 - 425 68 - 74 % | 95 - 115 16 - 20 %  | 5 - 15 1 - 3 %  | 5 - 10 1 - 2 % |
| Kantar             | 24 au 28 mai       | 20 - 30 3 - 5 % | 40 - 50 7 - 9 % | 320 - 350 55 - 61 % | 140 - 155 24 - 27 % | 10 - 15 2 - 3 % | 5 - 10 1 - 2 % |
| OpinionWay         | 23 et 24 mai       | 25 - 30 5 - 6 % | 25 - 30 7 - 9 % | 310 - 330 58 - 62 % | 140 - 160 26 - 30 % | 10 - 15 2 - 3 % | –              |
| OpinionWay         | 16 au 18 mai       | 20 - 25 4 - 5 % | 40 - 50 7 - 9 % | 280 - 300 52 - 56 % | 150 - 170 28 - 32 % | 10 - 15 2 - 3 % | –              |
| OpinionWay         | 3 mai              | 6 - 8 1 %       | 28 - 43 5 - 8 % | 249 - 286 47 - 53 % | 200 - 210 37 - 39 % | 15 - 25 3 - 5 % | –              |

## Résultats

### Résultats nationaux
|                        |                                      |              |              |              |             |             |             |              |               |  |
| Étiquette politique    | Étiquette politique                  | Premier tour | Premier tour | Premier tour | Second tour | Second tour | Second tour | Total Sièges | +/-           |  |
| Étiquette politique    | Étiquette politique                  | Voix         | %            | Sièges       | Voix        | %           | Sièges      | Total Sièges | +/-           |  |
|                        | La République en marche              | 6 391 269    | 28,21        | 2            | 7 826 245   | 43,06       | 306         | 308          | 308           |  |
|                        | Les Républicains                     | 3 573 427    | 15,77        | 0            | 4 040 203   | 22,23       | 112         | 112          | 82            |  |
|                        | Front national                       | 2 990 454    | 13,20        | 0            | 1 590 869   | 8,75        | 8           | 8            | 6             |  |
|                        | La France insoumise                  | 2 497 622    | 11,03        | 0            | 883 573     | 4,86        | 17          | 17           | 14            |  |
|                        | Parti socialiste                     | 1 685 677    | 7,44         | 0            | 1 032 842   | 5,68        | 30          | 30           | 250           |  |
|                        | Écologistes                          | 973 527      | 4,30         | 0            | 23 197      | 0,13        | 1           | 1            | 16            |  |
|                        | Mouvement démocrate                  | 932 227      | 4,12         | 0            | 1 100 656   | 6,06        | 42          | 42           | 40            |  |
|                        | Union des démocrates et indépendants | 687 225      | 3,03         | 1            | 551 784     | 3,04        | 17          | 18           | 2             |  |
|                        | Divers droite                        | 625 345      | 2,76         | 0            | 306 074     | 1,68        | 6           | 6            | 8             |  |
|                        | Parti communiste français            | 615 487      | 2,72         | 0            | 217 833     | 1,20        | 10          | 10           | 3             |  |
|                        | Divers                               | 500 309      | 2,21         | 0            | 100 574     | 0,55        | 3           | 3            | 2             |  |
|                        | Divers gauche                        | 362 281      | 1,60         | 1            | 263 488     | 1,45        | 11          | 12           | 10            |  |
|                        | Debout la France                     | 265 420      | 1,17         | 0            | 17 344      | 0,10        | 1           | 1            | en stagnation |  |
|                        | Régionalistes                        | 204 049      | 0,90         | 0            | 137 490     | 0,76        | 5           | 5            | 3             |  |
|                        | Extrême gauche                       | 175 214      | 0,77         | 0            |             |             |             | 0            | en stagnation |  |
|                        | Parti radical de gauche              | 106 311      | 0,47         | 0            | 64 860      | 0,36        | 3           | 3            | 9             |  |
|                        | Extrême droite                       | 68 320       | 0,30         | 0            | 19 034      | 0,10        | 1           | 1            | en stagnation |  |
|                        |                                      |              |              |              |             |             |             |              |               |  |
| Suffrages exprimés     | Suffrages exprimés                   | 22 654 164   | 97,78        |              | 18 176 066  | 90,14       |             |              |               |  |
| Votes blancs           | Votes blancs                         | 357 018      | 1,54         | 1 409 784    | 6,99        |             |             |              |               |  |
| Votes nuls             | Votes nuls                           | 156 326      | 0,67         | 578 765      | 2,87        |             |             |              |               |  |
| Total                  | Total                                | 23 167 508   | 100          | 4            | 20 164 615  | 100         | 573         | 577          | en stagnation |  |
| Abstentions            | Abstentions                          | 24 403 480   | 51,30        |              | 27 128 488  | 57,36       |             |              |               |  |
| Inscrits/Participation | Inscrits/Participation               | 47 570 988   | 48,70        | 47 293 103   | 42,64       |             |             |              |               |  |

### Participation et nuances politiques des candidats et députés

Participation dans chaque circonscription au 1er tour.
Nuance politique des candidats arrivés en tête dans chaque commune au 1er tour en France métropolitaine.
Nuance politique des candidats arrivés en tête dans chaque commune au dernier tour (premier ou second selon les circonscriptions) en France métropolitaine.
Nuance politique des candidats arrivés en tête dans chaque circonscription au 1er tour.
Nuance politique des candidats élus à l'issue du premier ou du second tour.

### Résultats par département
| 59 62 02 60 80 27 76 75 91 92 93 77 94 95 78 08 10 51 52 54 55 57 88 67 68 25 39 70 90 21 58 71 89 18 28 36 37 41 45 44 49 53 72 85 22 29 35 56 14 50 61 16 17 79 86 19 23 87 03 15 43 63 01 07 26 38 42 69 73 74 24 33 40 47 64 09 12 31 32 46 65 81 82 11 30 34 48 66 04 05 06 13 83 84 2A 2B Guyane · (973) Guadeloupe · (971) Martinique · (972) Mayotte · (976) La Réunion · (974) Français établis · hors de France St-Barth · St-Martin St-Pierre-et · Miquelon Polynésie · française Nouvelle- · Calédonie Wallis-et- · Futuna |

### Élus au premier tour
En raison de la forte abstention au 1er tour, les électeurs de seulement 4 des 577 circonscriptions ont élu un député dès le 1er tour des élections législatives. En 2012, 36 députés avaient été élus dès le 1er tour. Sur les quatre députés, seul Sylvain Maillard est un nouvel élu. Les trois autres ont été réélus avec, ou non, la même étiquette :

Carte des circonscriptions ayant élu un député dès le premier tour.

| Identité         | Parti | Parti | Circonscription        | %     |
| ---------------- | ----- | ----- | ---------------------- | ----- |
| Stéphane Demilly |       | UDI   | Somme (5e)             | 53,77 |
| Sylvain Maillard |       | LREM  | Paris (1re)            | 50,80 |
| Paul Molac       |       | LREM  | Morbihan (4e)          | 54,00 |
| Napole Polutele  |       | DVG   | Wallis-et-Futuna (1re) | 50,24 |

### Candidats qualifiés pour le second tour
573 circonscriptions nécessitent un second tour pour désigner leurs députés. Excepté une seule, avec une configuration triangulaire, toutes concernent des duels.
Répartition des 572 « duels » :
- 453 duels impliquent La République en marche : 234 adversaires sont de droite, 92 du Front national, 63 de La France insoumise, 51 de la gauche parlementaire (PS / PRG / EELV / MRC / DVG), 9 du PCF, 2 régionalistes, 1 sans étiquette et 1 de la Ligue du Sud ;
- 317 duels impliquent la droite (LR / UDI / DLF / DVD), dont cinq entre deux candidats de droite : 234 adversaires sont de La République en marche, 40 du MoDem, 16 de gauche parlementaire, 11 du Front national, 6 régionalistes et 5 sans étiquette ;
- 119 duels impliquent le Front national : 92 adversaires sont de La République en marche, 11 de droite, 10 du MoDem, 3 de gauche parlementaire, 1 de La France insoumise et 2 du PCF ;
- 88 duels impliquent la gauche parlementaire, dont deux entre deux candidats de gauche : 51 adversaires sont de La République en marche, 16 de droite, 10 du MoDem, 3 du Front national, 3 sans étiquette, 2 de La France insoumise et 1 régionaliste ;
- 67 duels impliquent La France insoumise : 63 adversaires sont de La République en marche, 2 de gauche parlementaire, 1 du Front national et 1 du MoDem ;
- 62 duels impliquent le MoDem : 40 adversaires sont de droite, 10 de gauche, 10 du Front national, 1 de La France insoumise et 1 du PCF ;
- 12 duels impliquent le PCF : 9 adversaires sont de La République en marche, 2 du Front national et 1 du MoDem ;
- 9 duels impliquent des candidats régionalistes (en Corse, Martinique, Alsace, Guyane, Nouvelle-Calédonie et Polynésie Française) : 6 adversaires sont de droite, 2 de La République en marche et 1 de gauche parlementaire ;
- 9 duels impliquent des candidats sans étiquette : 5 adversaires sont de droite, 3 de gauche et 1 de La République en marche ;
- un duel (quatrième circonscription du Vaucluse) oppose un candidat de la Ligue du Sud (extrême droite) à celui de La République en marche.
- une triangulaire oppose La République en marche, la droite et le Front national dans la première circonscription de l'Aube[217].

|                              | PCF/FG | FI | Gauche PS / PRG / EELV / MRC / DVG | Régio. | LREM | MoDem | Droite LR / UDI / DLF / DVD | FN  | Ext. droite | Sans étiquette |
| PCF/FG                       |        |    |                                    |        | 9    | 1     |                             | 2   |             |                |
| FI                           |        |    | 2                                  |        | 63   | 1     |                             | 1   |             |                |
| Gauche                       |        | 2  | 2                                  | 1      | 51   | 10    | 16                          | 3   |             | 3              |
| Régio.                       |        |    | 1                                  |        | 2    |       | 6                           |     |             |                |
| LREM                         | 9      | 63 | 51                                 | 2      |      |       | 234                         | 92  | 1           | 1              |
| MoDem                        | 1      | 1  | 10                                 |        |      |       | 40                          | 10  |             |                |
| Droite                       |        |    | 16                                 | 6      | 234  | 40    | 5                           | 11  |             | 5              |
| FN                           | 2      | 1  | 3                                  |        | 92   | 10    | 11                          |     |             |                |
| Ext. droite                  |        |    |                                    |        | 1    |       |                             |     |             |                |
| Sans étiquette               |        |    | 3                                  |        | 1    |       | 5                           |     |             |                |
| Total par couleur politique  | 12     | 67 | 88                                 | 9      | 453  | 62    | 317                         | 119 | 1           | 9              |
| Total par tendance politique | 79     | 79 | 88                                 | 9      | 515  | 515   | 317                         | 120 | 120         | 9              |

### Candidats uniques du second tour après désistements
- 2e circonscription de l'Aveyron : Anne Blanc (LREM) est seule au second tour après l'abandon d'André At (LR)[218].

## Recours
Le Conseil constitutionnel a été saisi de 298 réclamations formées par des candidats ou des électeurs, ainsi que de 351 saisines de la Commission nationale des comptes de campagne et des financements politiques (CNCCFP). Les premières décisions ont été rendues dès juillet et août 2017, et les dernières en octobre 2018. Huit élections ont été invalidées, et deux députés ont vu le rejet de leurs comptes de campagne confirmé, sans que cela n’invalide leur élection.
Lorsque les élections ont été annulées, des élections partielles ont été organisées :
- Lénaïck Adam (La République en marche, Deuxième circonscription de la Guyane, réélu le 11 mars 2018) ;
- Ramlati Ali (La République en marche, Première circonscription de Mayotte, réélue le 25 mars 2018) ;
- Joël Aviragnet (Parti socialiste, Huitième circonscription de la Haute-Garonne, réélu le 18 mars 2018) ;
- Ian Boucard (Les Républicains, Première circonscription du Territoire de Belfort, réélu le 4 février 2018) ;
- Samantha Cazebonne (La République en marche, Cinquième circonscription des Français établis hors de France, réélue le 18 juin 2018) ;
- Jean-Pierre Door (Les Républicains, Quatrième circonscription du Loiret, réélu le 25 mars 2018) ;
- Isabelle Muller-Quoy (La République en marche, Première circonscription du Val-d'Oise), défaite le 4 février 2018 par Antoine Savignat (LR) ;
- Napole Polutele (Apparenté UDI, circonscription de Wallis-et-Futuna), défait le 15 avril 2018 par Sylvain Brial (divers droite, soutenu par Les Républicains mais siégeant parmi les non-inscrits).

## Analyses

### Analyse de l'abstention
Le politologue Luc Rouban relève que le très haut niveau d'abstention observé lors de ce scrutin s'explique mal par la géographie électorale et retient plutôt « l'hypothèse d'une abstention politique » : « La vague 16 de l'Enquête électorale française 2017 montre que ce sont bien les électeurs « radicaux » ayant choisi au premier tour de la présidentielle les candidats de l'extrême gauche et de LFI ou bien du FN et de Debout la France qui se sont le plus abstenus. Le niveau d'abstention le plus bas est celui des électeurs de LREM ou du MoDem, puis du PS et de LR ».

### Analyse de la sociologie des élus
Les élections législatives de 2017 modifient en profondeur la sociologie des députés français. Le renouvellement politique important porte à l'Assemblée 72 % de « néodéputés », chiffre inégalé depuis les élections législatives françaises de 1958, où il était de 65 %. La proportion de femmes (38,8 %) est la plus élevée de la Cinquième République. Les groupes de la République en marche et de La France insoumise ont le taux de féminisation le plus élevé (respectivement 48 % et 41 %).
La proportion de députés novices en politique est également très importante. 28 % des députés de 2017 n'ont jamais eu ni mandat électif ni position salariée dans le champ politique avant leur élection, contre 9 % à la fin des années 1970, et 5 % à l’issue des élections de 2012. Pour les sociologues politiques Julien Boelaert, Sébastien Michon et Étienne Ollion, cette élection marque un « net coup d’arrêt » pour « le processus d’autonomisation du champ politique, qui avait vu la clôture progressive de cet espace organisé de manière croissante autour de ses propres codes ».
L'Assemblée nationale élue en 2017 compte 55 % de cadres et professions intellectuelles supérieures, et 1 % de classes populaires (ouvriers et employés), alors que ces groupes représentent chacun 18 % et 48 % de la population active française. Seulement, les profils à l'intérieur des cadres et professions intellectuelles supérieures sont différents de ceux de 2012 : il est constaté un déplacement du public vers le privé, de l’encadrement vers l’entrepreneuriat. Ce retour massif des fractions des classes supérieures occupant le champ économique est le signe d'un affaiblissement des blocages qui s'étaient érigés du fait de la « professionnalisation de la politique », de l’allongement du temps passé en politique avant la députation, du rétrécissement des voies d’accès aux positions nationales, et à la concurrence des futurs élus entrés précocement dans la course.
Le revenu moyen des élus avant leur élection varie fortement selon le parti. Il est le plus faible chez les députés de La France insoumise (25 874 €), et le plus élevé chez les députés MoDem (74 069 €) et UDI (63 346 €), suivis de près par les Républicains (61 332 €), les non-inscrits (53 663 €) et la République en marche (56 781 €). La Gauche démocrate et républicaine a une moyenne de 45 709 € et la Nouvelle Gauche de 42 641 €.